# Zistrosen
Die Zistrosen (Cistus) bilden eine Pflanzengattung in der Familie der Zistrosengewächse (Cistaceae); sie haben Bedeutung als Nutz-,  Heil- und Zierpflanzen.
Teilweise werden die Arten der nichtmonophyletischen Gattung Halimium unter Cistus taxiert bzw. subsumiert.

## Beschreibung

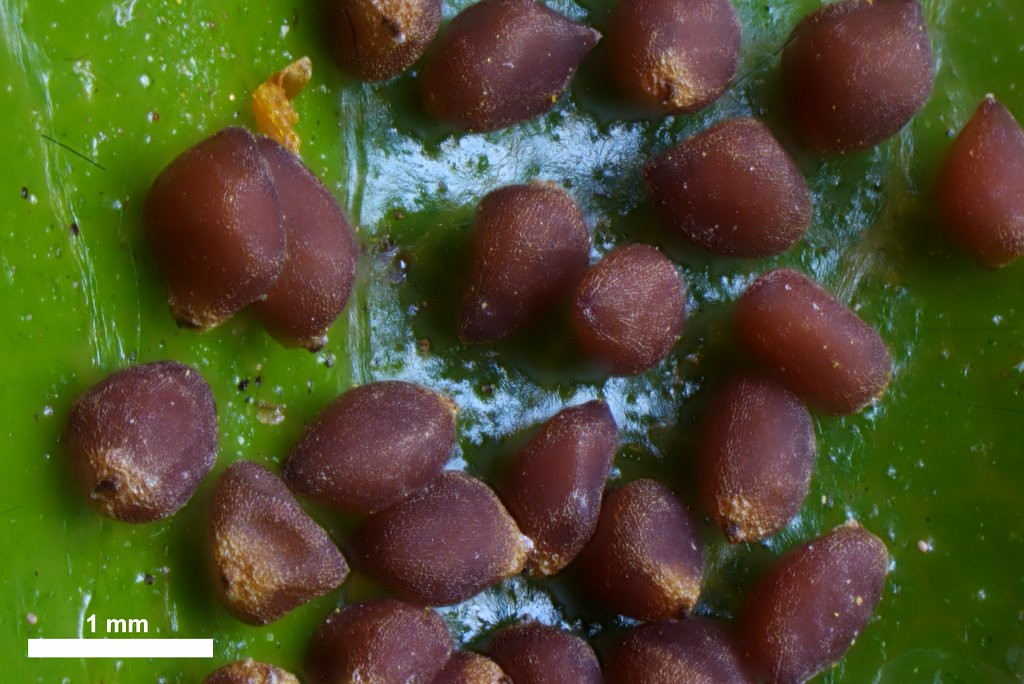
Samen von Cistus ladanifer

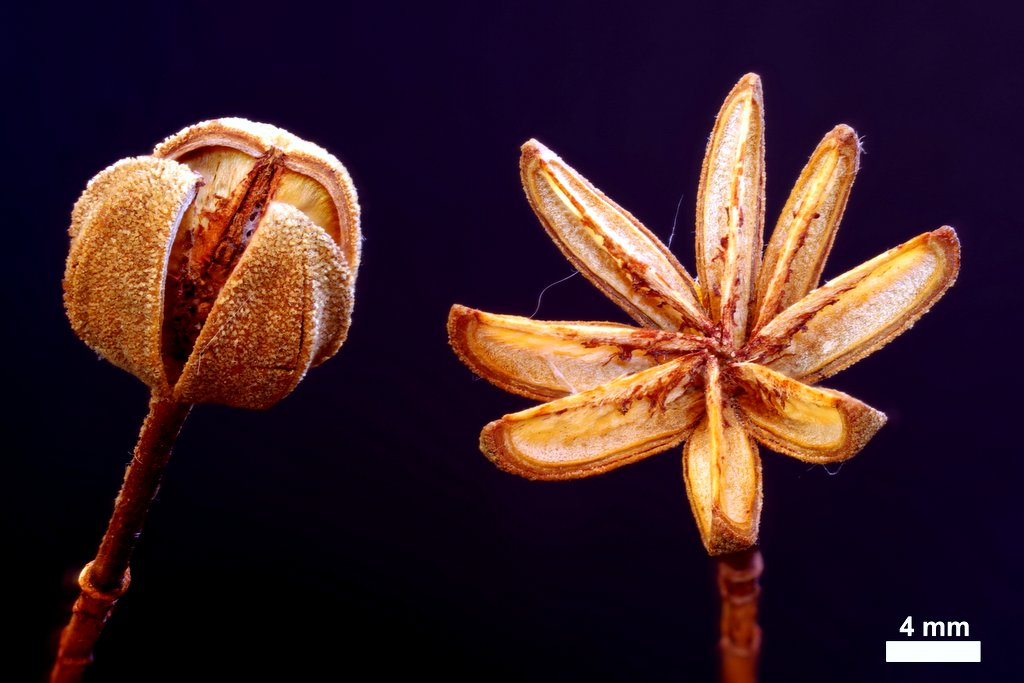
Kapselfrucht von Cistus ladanifer

### Vegetative Merkmale
Die Zistrosen-Arten sind stark verzweigte, buschige Sträucher, Halb- oder Zwergsträucher, von denen einige ein aromatisches Harz erzeugen, das Ladanum. Die gegenständig angeordneten Laubblätter sind sitzend oder gestielt, die Blattspreiten sind einfach, Nebenblätter fehlen. Die Sträucher sind mehrjährig und können mehr als 3,50 m Höhe erreichen.
Die Formen der Blätter sind elliptisch, lanzettförmig oder linealisch. Die Oberfläche der ganzrandigen Blätter kann rau, samtig, filzig, glatt-glänzend, ledrig und klebrig sein, die Blattfarbe weißlich, gelblich oder hellgrün bis dunkelgrün. Der Blatt-Geruch kann harzig-würzig sein.

### Generative Merkmale
Die end- oder seitenständigen Blütenstände sind zymös, trugdoldig oder wickelartig, gelegentlich auch auf eine Blüte reduziert.
Die zwittrigen Blüten sind radiärsymmetrisch und fünfzählig, wie bei fast allen Arten aus der Ordnung der Malvenartigen (Malvales). Die beiden äußeren Kelchblätter sind mindestens ebenso groß wie die drei inneren oder fehlen. Die kurzlebigen Kronblätter sind schon in der Knospe geknittert. Meist sind es fünf an der Zahl, gelegentlich aber auch vier oder sechs. Die Kronblätter sind weiß, weiß-gelblich oder hellrosa- bis purpurfarben, bei einigen Arten, vor allem Hybridarten sind sie am Grund gelb oder dunkelrot gefleckt. Der Durchmesser der Blüten liegt meist zwischen 5 und 7 cm. Die 50 bis 200 gelben Staubblätter sind in mehreren Reihen angeordnet und alle fertil. Meist fünf, selten sechs bis zwölf Fruchtblätter sind zu einem fünf-, selten sechs- bis zwölffächerigen Fruchtknoten verwachsen. Die Samenanlagen sind orthotrop.
Die verholzten Kapselfrüchte springen fast vollständig entlang der Fächerwände auf. Die zahlreichen Samen sind vieleckig.

### Chromosomensätze
Die Chromosomengrundzahl beträgt n = 9. Alle Arten, von denen Chromosomenzählungen existieren, sind diploid mit 2n = 2x = 18 Chromosomen.

## Vorkommen

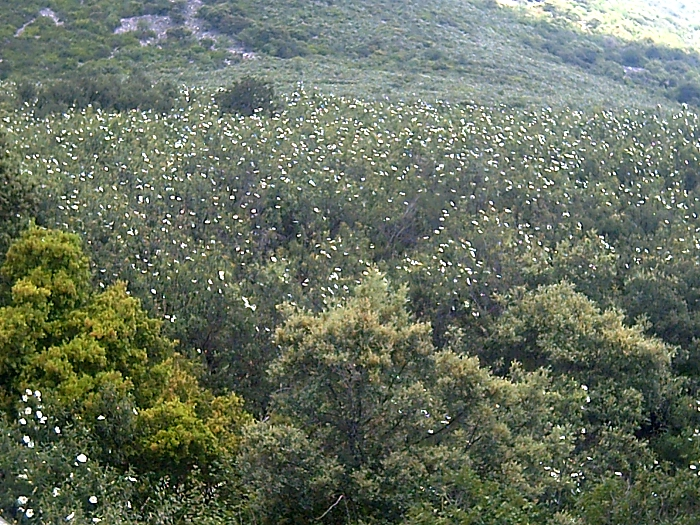
Lack-Zistrose (Cistus ladanifer) in der Garique der zentralspanischen Sierra Madrona

Die Gattung ist im gesamten Mittelmeerraum und auf den Kanarischen Inseln verbreitet. Die größte Artenvielfalt befindet sich im westlichen Mittelmeergebiet (Frankreich, Spanien, Portugal, Marokko, Algerien). Die Zistrosen bilden einen Hauptbestandteil der Garigue. Sie wachsen meist auf trockenen, steinigen Flächen, teilweise auch in lichten Wäldern der mediterranen Hartlaubvegetation oder den kanarischen Kiefernwäldern, bisweilen auf kalk- und nährstoffarmen Böden.

## Systematik

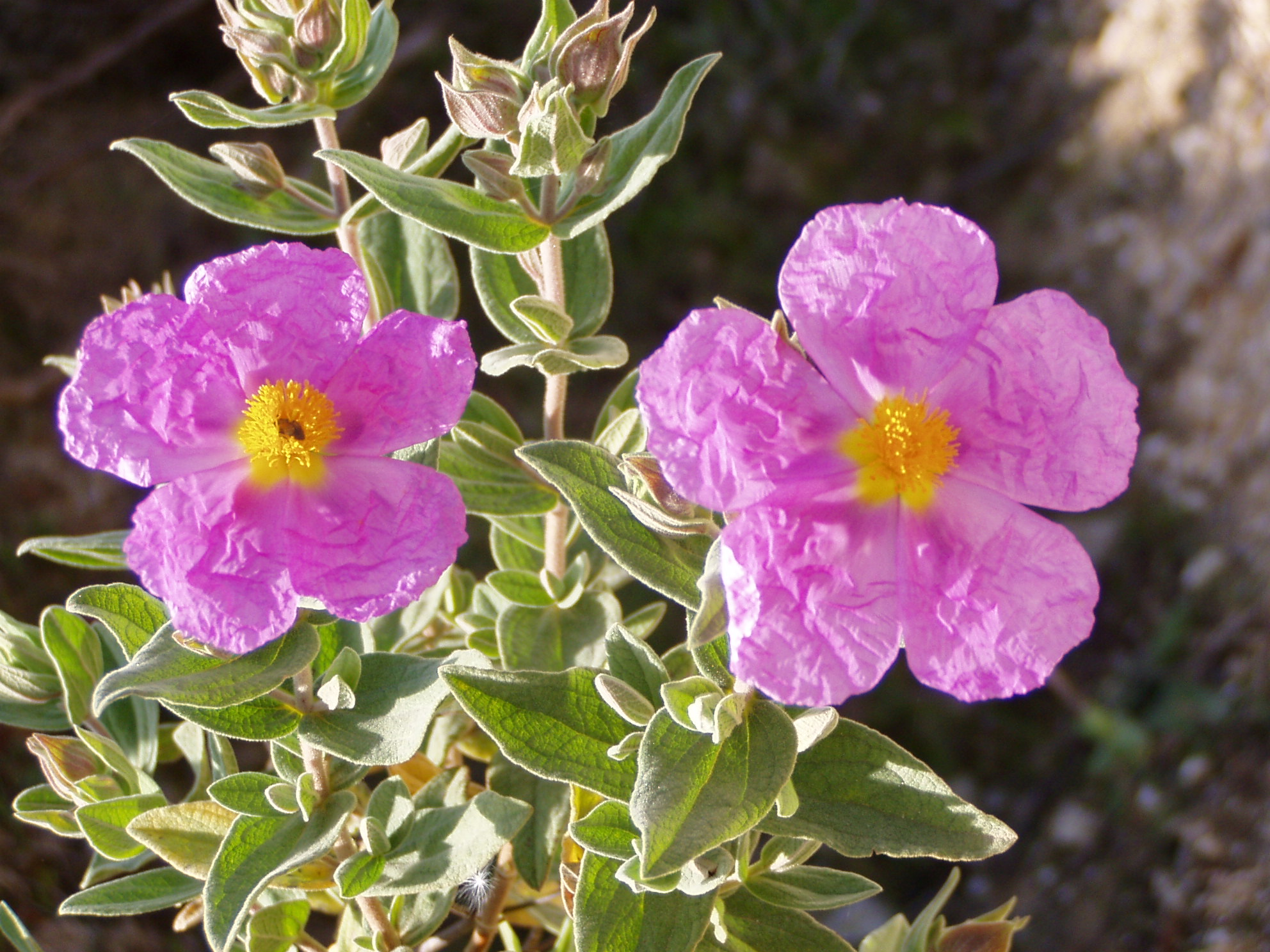
Weißliche Zistrose (Cistus albidus)

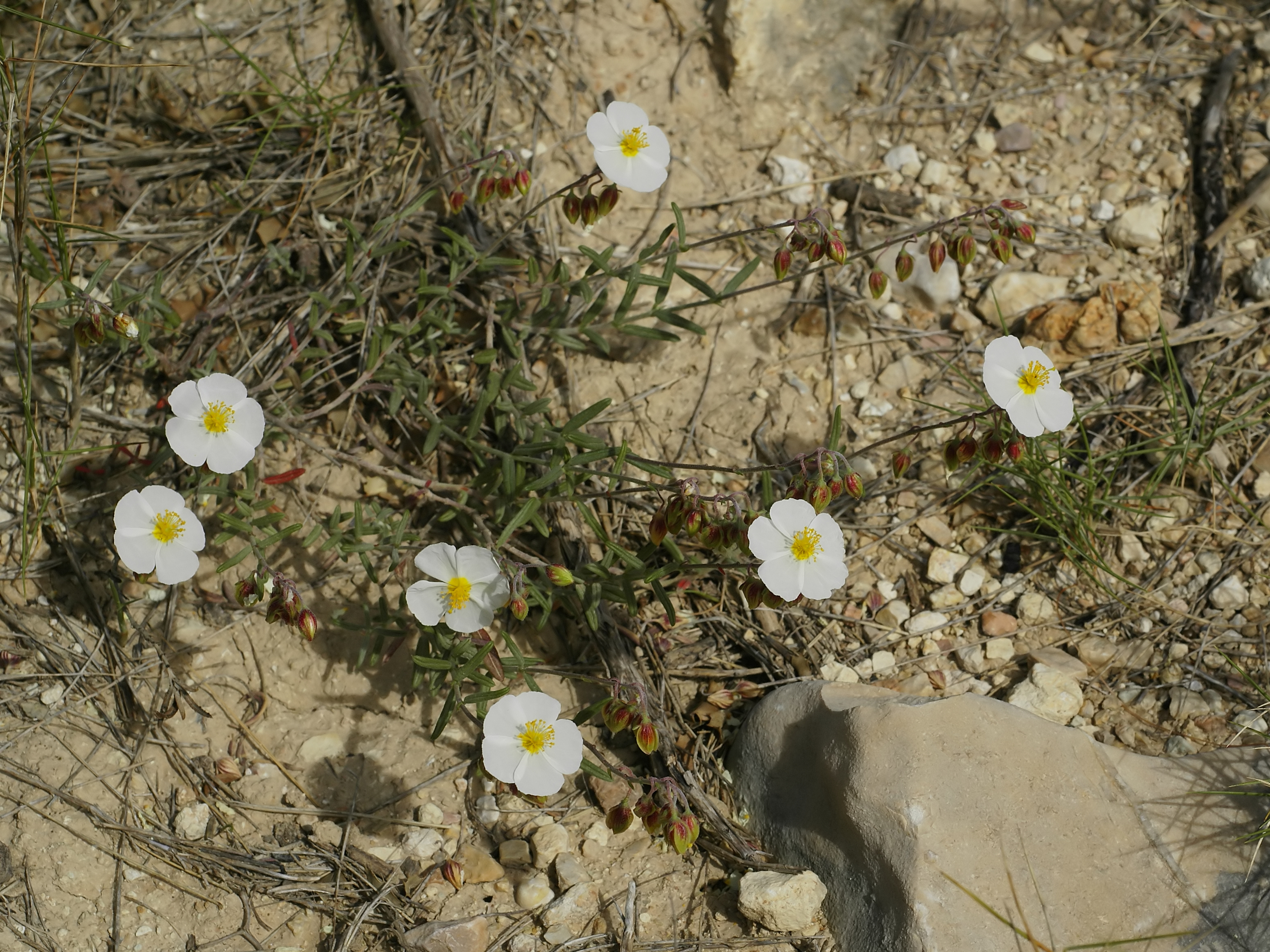
Clusius-Zistrose (Cistus clusii)

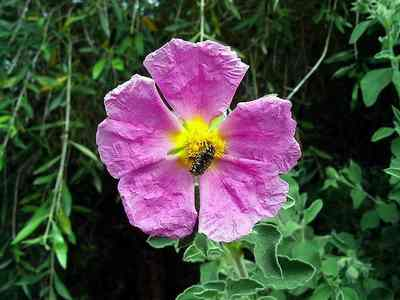
Kretische Zistrose (Cistus creticus)

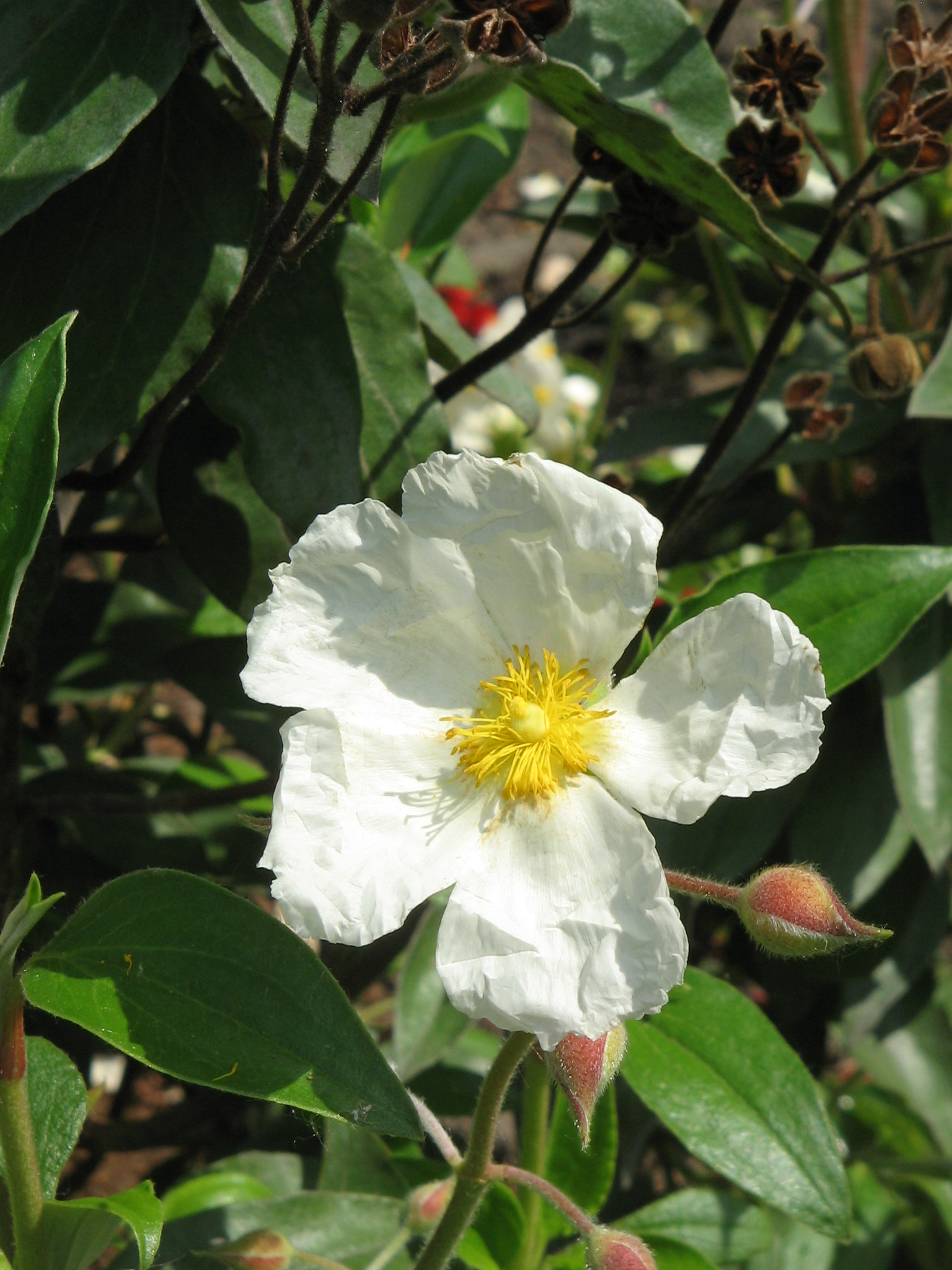
Lorbeerblättrige Zistrose (Cistus laurifolius)

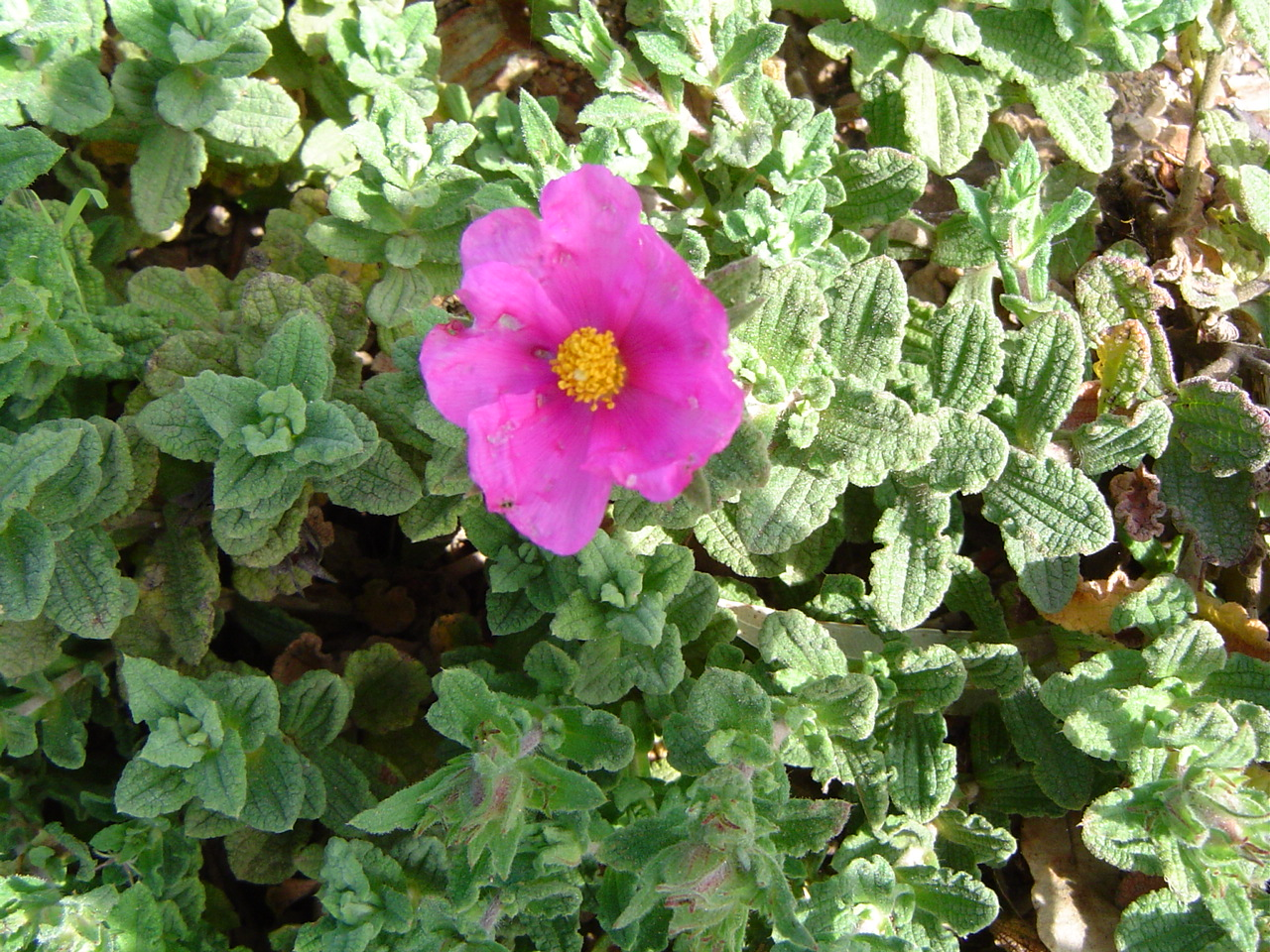
Krause Zistrose (Cistus crispus)

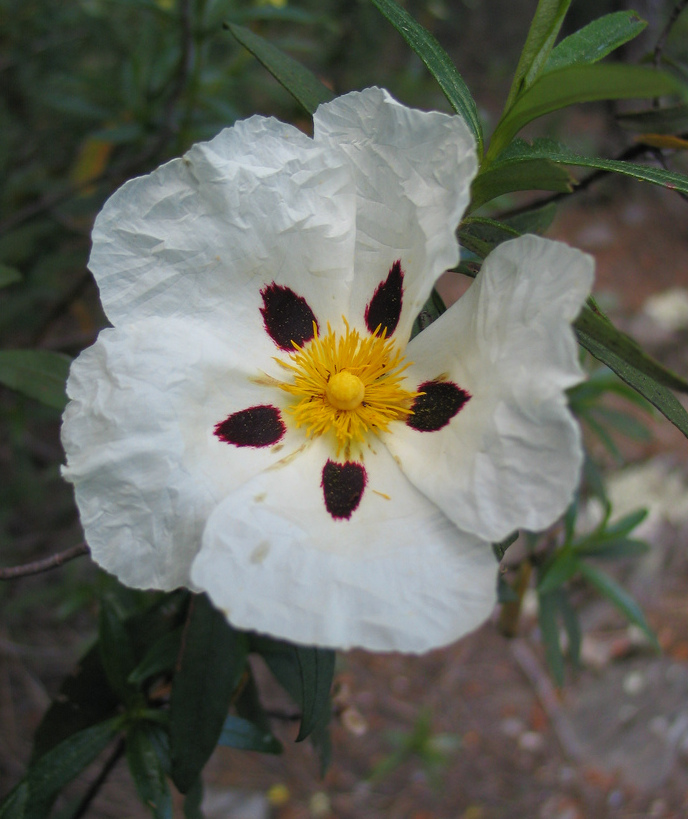
Lack-Zistrose (Cistus ladanifer)

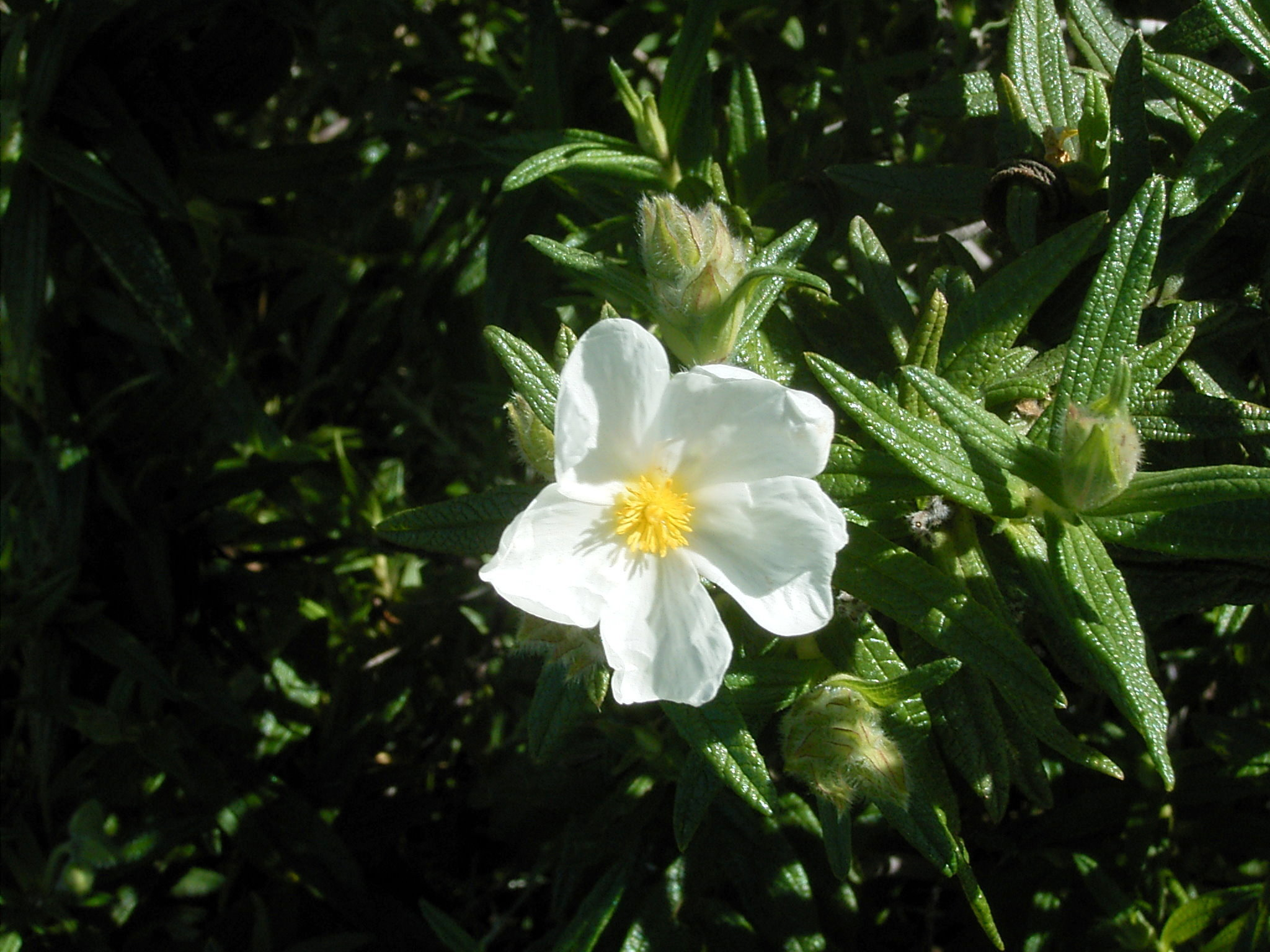
Montpellier-Zistrose (Cistus monspeliensis)

Die Gattung Cistus wurde 1753 durch Carl von Linné in Species Plantarum in Band 1 auf Seite 523 aufgestellt. Typusart ist Cistus crispus L.

## Arten

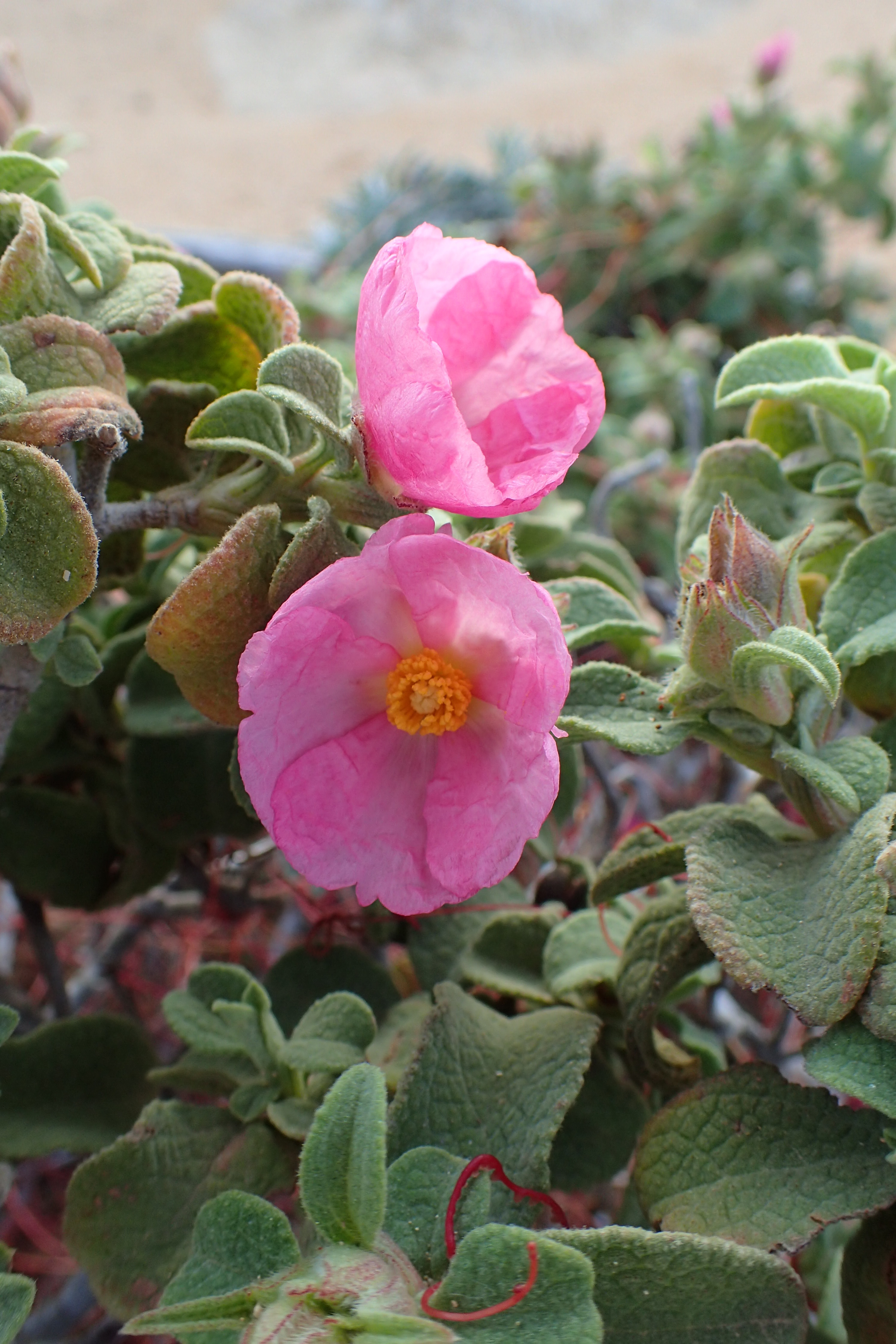
Kleinblütige Zistrose (Cistus parviflorus)

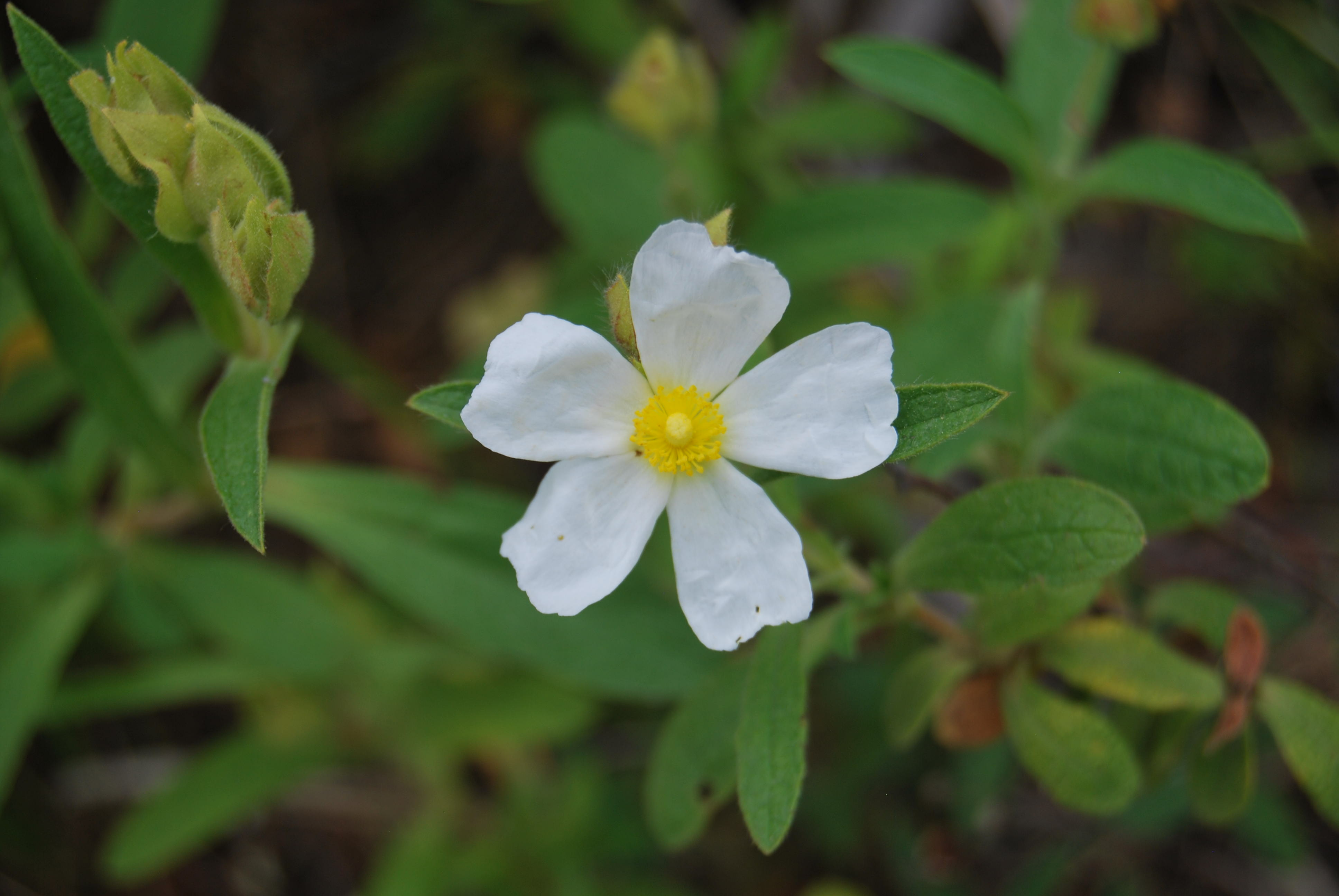
Sintenis-Zistrose (Cistus sintenisii)

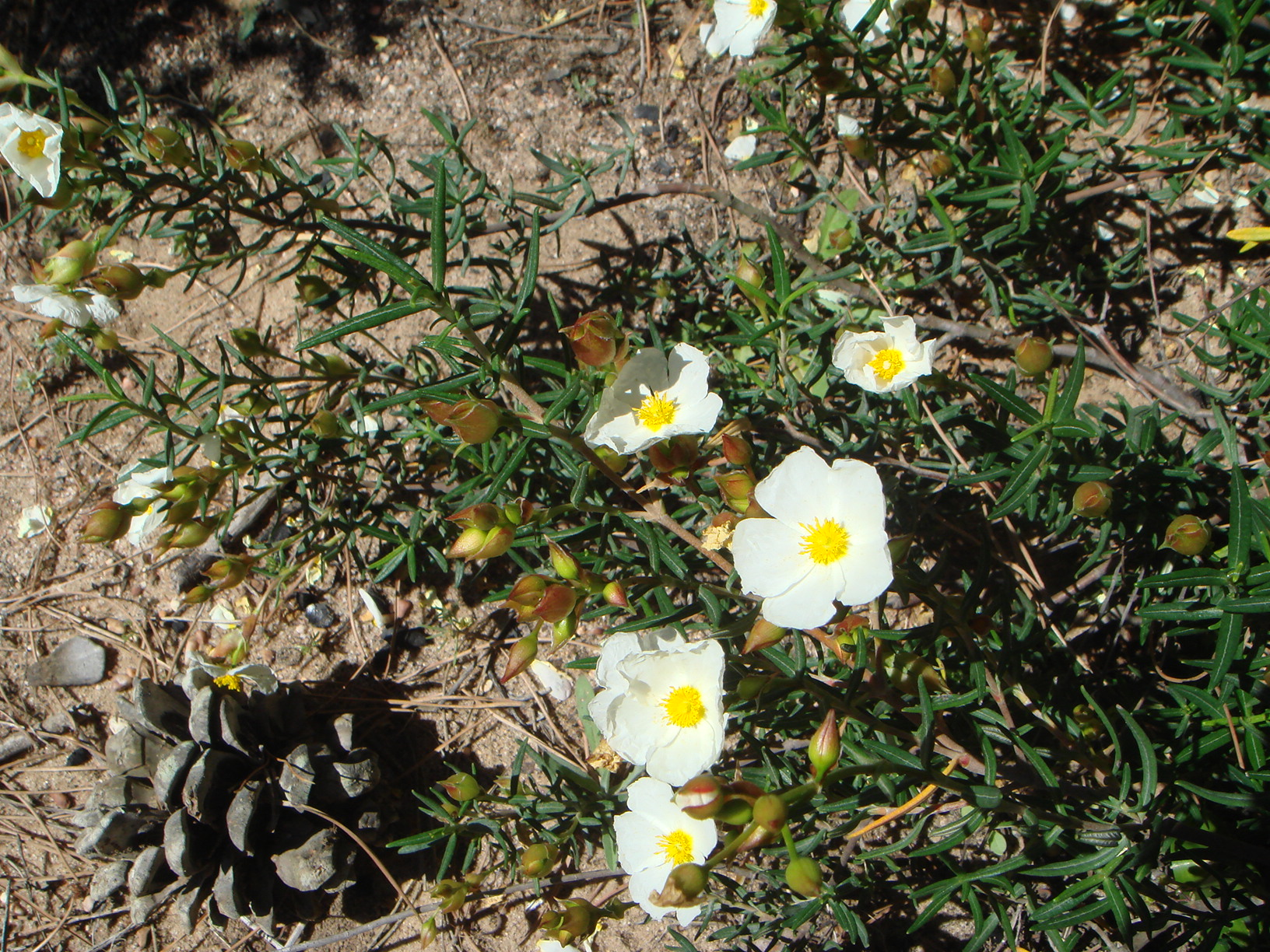
Rosmarinblättrige Zistrose (Cistus libanotis)

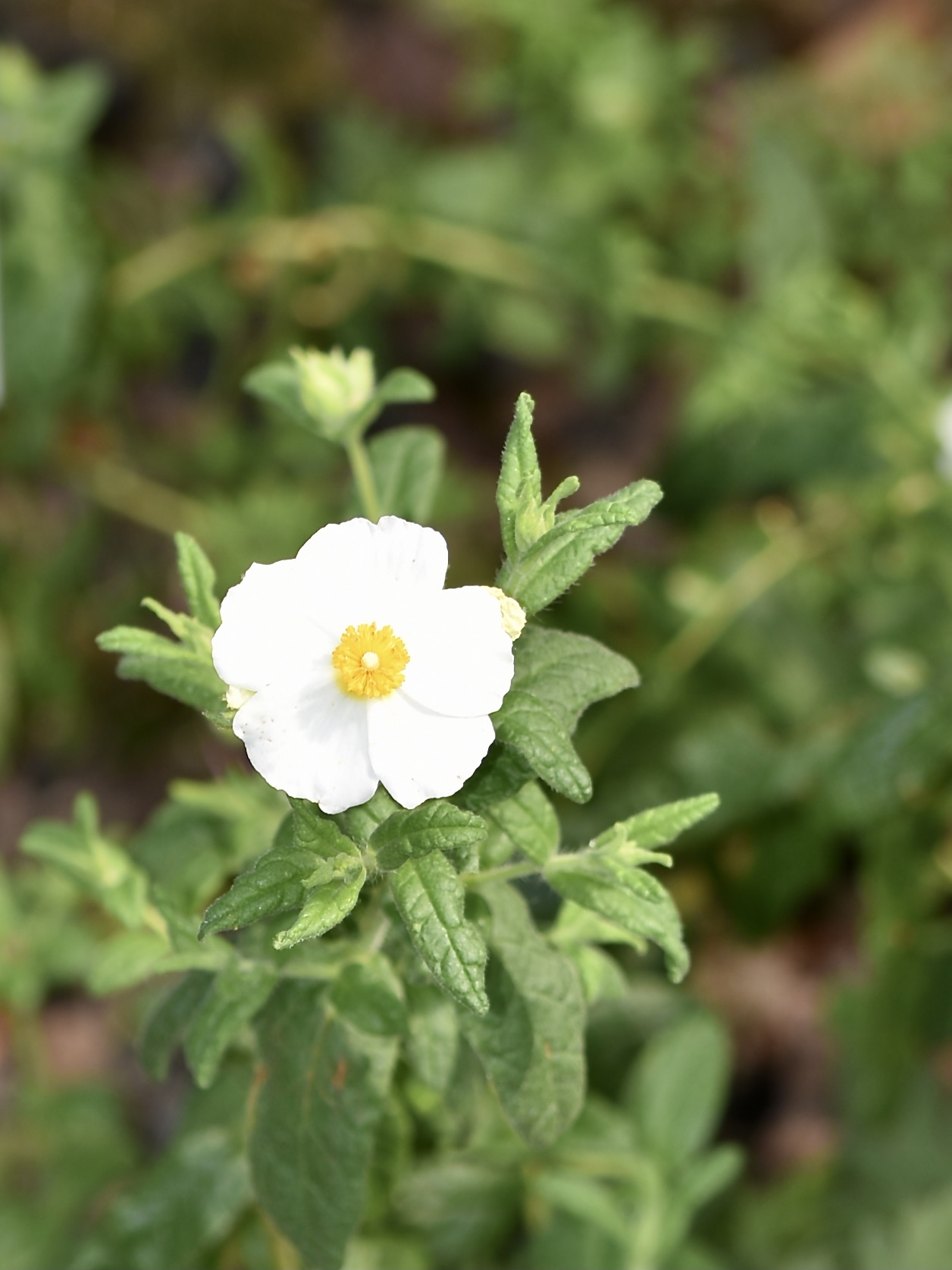
Aufgeblasene Zistrose (Cistus inflatus)

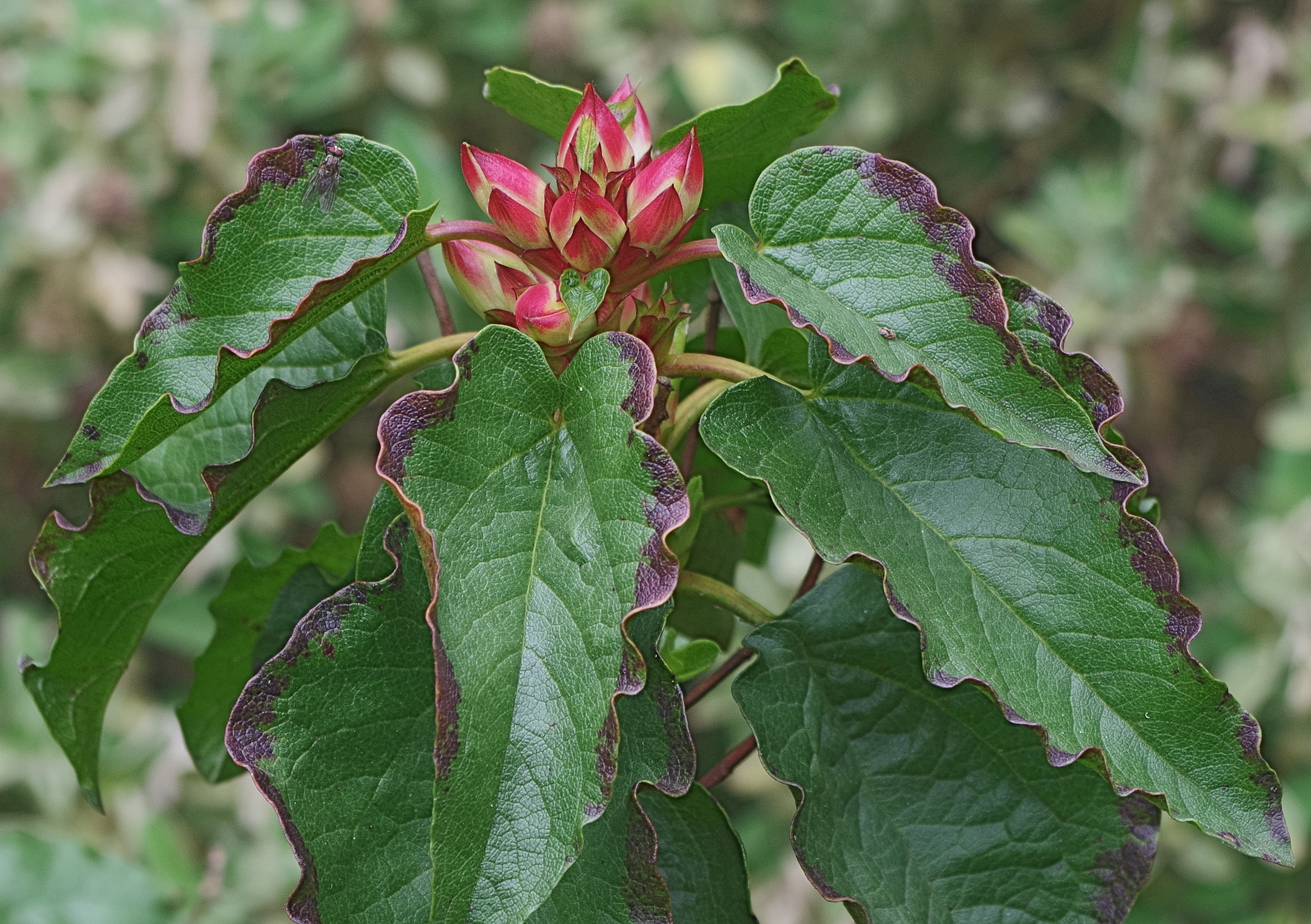
Pappelblättrige Zistrose (Cistus populifolius)

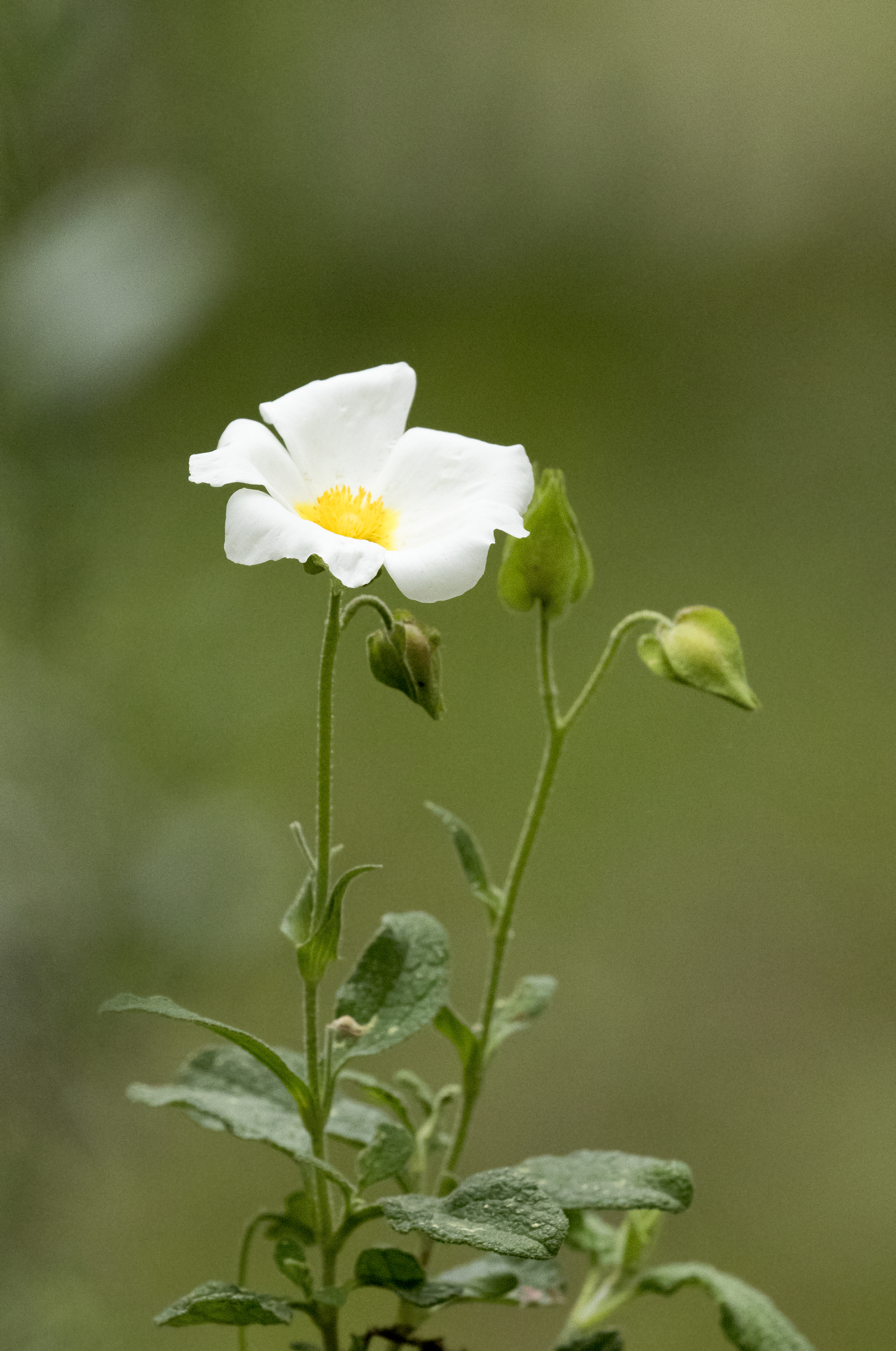
Salbeiblättrige Zistrose (Cistus salviifolius)

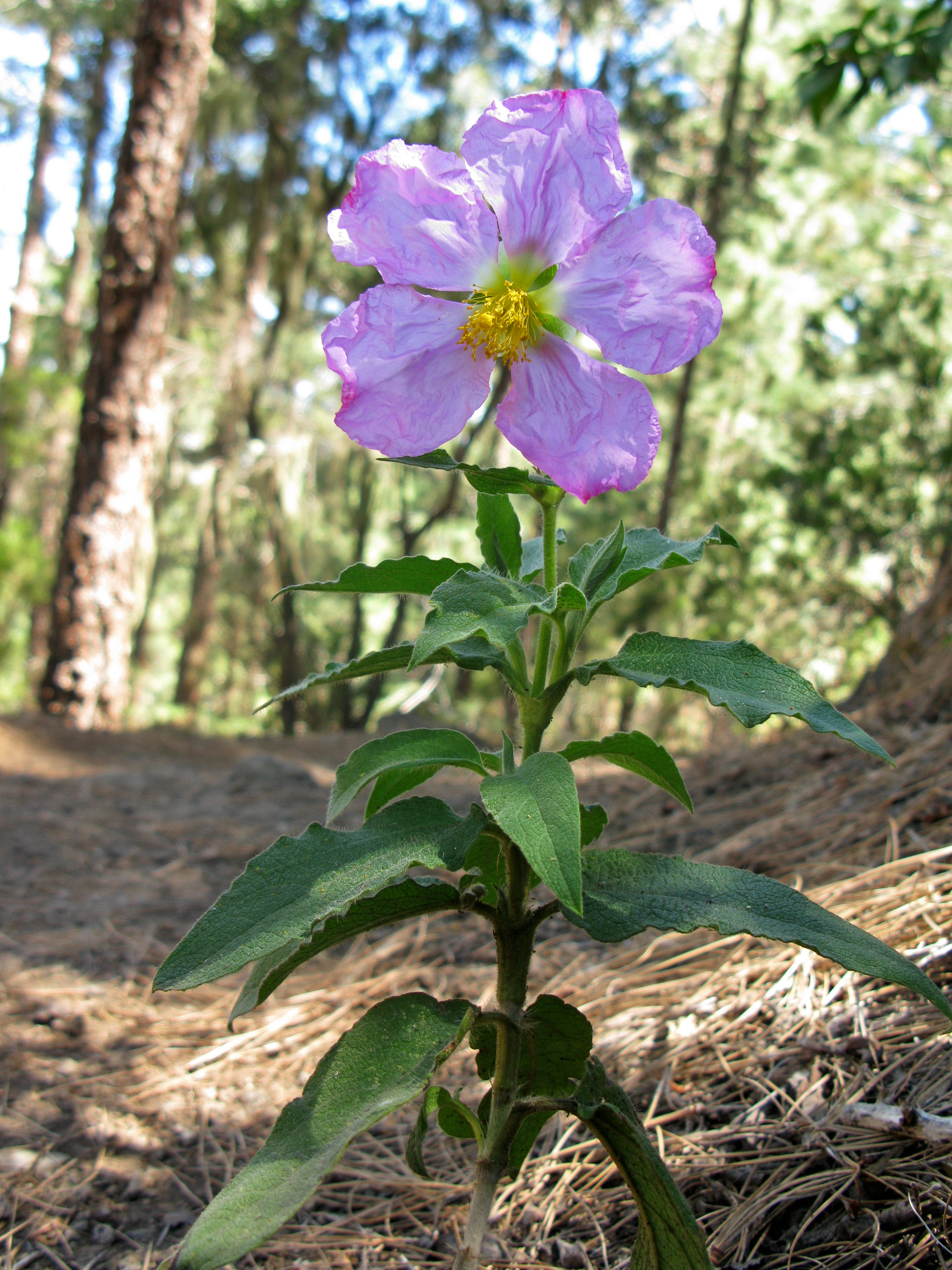
Beinwellblättrige Zistrose (Cistus symphythifolius)

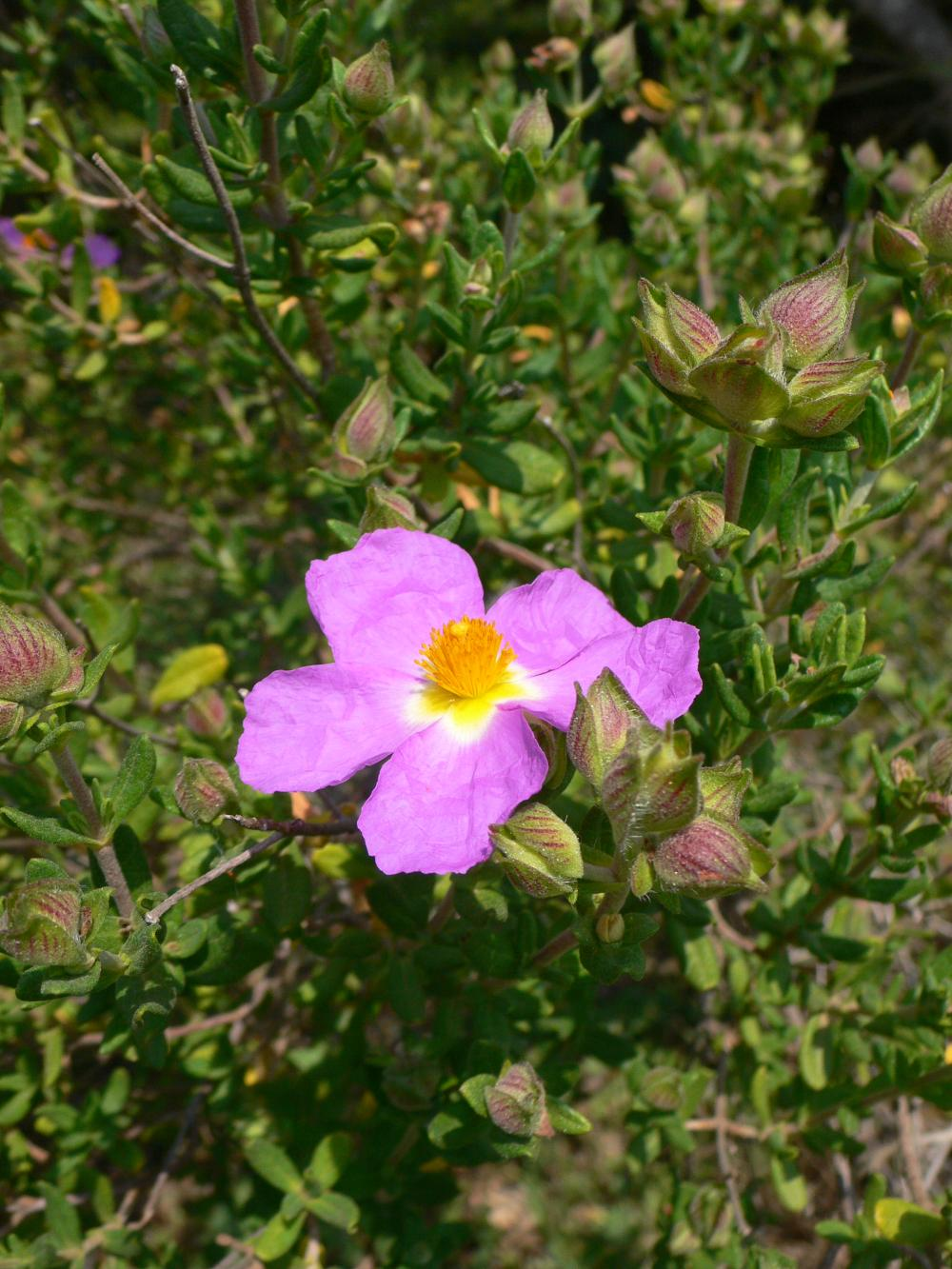
Verschiedenblättrige Zistrose (Cistus heterophyllus)

- Weißliche Zistrose[10], (Cistus albidus L.), Syn.: Cistus tomentosus Lam., Cistus vulgaris Spach: (lat.: albidus = weißlich) ; ist im westlichen Mittelmeergebiet verbreitet.[11][7]
- Raue Zistrose (Cistus asper Demoly & R.Mesa); (lat.: asper = rau, uneben); ist ein Endemit der Kanaren-Insel El Hierro.[12][13]
- Chinamada-Zistrose[14] (Cistus chinamadensis Bañares & P.Romero)[15]; Die drei nicht monophyletischen Unterarten kommen auf den Kanarischen Inseln Teneriffa, La Gomera und El Hierro vor.[16][13] Die drei Unterarten sind:
  - Cistus chinamadensis subsp. chinamadensis
  - Cistus chinamadensis subsp. gomerae Bañares & P.Romero
  - Cistus chinamadensis subsp. ombriosus Demoly & M.Marrero
- Clusius-Zistrose[10] (Cistus clusii Dunal), Syn.: Halimium clusii (Dunal) Spach:es gibt zwei Unterarten:
  - Cistus clusii subsp. clusii
  - Cistus clusii subsp. multiflorus Demoly. Sie kommen beide im westlichen Mittelmeerraum vor.[16][11]
- Kretische Zistrose[17] Kretische Graubehaarte Zistrose. (Cistus creticus L.), Syn.: Cistus incanus auct. non L., Cistus villosus L., Cistus ponticus Juz., Cistus polymorphus Willk.; (lat.: creticus = aus Kreta); Sie ist im Mittelmeerraum in 4 Unterarten weitverbreitet, fehlt aber auf der Iberischen Halbinsel und in Frankreich.[11][7] Die vier Unterarten sind:
  - Cistus creticus subsp. corsicus (Loisel.) Greuter & Burdet
  - Cistus creticus subsp. creticus
  - Cistus creticus subsp. eriocephalus (Viv.) Greuter & Burdet
  - Cistus creticus subsp. trabutii (Maire) Dobignard.
- Krause Zistrose[18] (Cistus crispus L.), Syn.: Cistus vulgaris var. crispus (L.) Spach; Sie ist im westlichen Mittelmeergebiet verbreitet.[11]
- Gran Canaria-Zistrose[14] (Cistus grancanariae Marrero-Rodr., Almeida & C.Ríos). Dieser Endemit kommt nur auf der Kanaren-Insel Gran Canaria vor.[19][13]
- Verschiedenblättrige Zistrose[18] (Cistus heterophyllus Desf.), Syn.: Cistus vullgaris var. heterophyllus (Desf.) Spach.; Die zwei Unterarten sind:
  - Cistus heterophyllus subsp. heterophyllus Desf.
  - Cistus heterophyllus subsp. carthaginensis Pau. Sie kommen in Marokko, Algerien und Spanien vor.[16][11]
- Haarige Zistrose[14] (Cistus horrens Demoly). Dieser Endemit kommt nur auf der Kanaren-Insel Gran Canaria vor.[20][13]
- Aufgeblasene Zistrose[18] (Cistus inflatus Pourr. ex Demoly), Syn.: Cistus psilosepalus Sweet, Cistus hirsutus Lam.; Sie kommt in Portugal, im westlichen Spanien und zwei nordwestlichen Regionen Frankreich vor.[16][11]
- Lack-Zistrose[10] (Cistus ladanifer L.), Syn.: Cistus palhinhae Ingram; Die drei Unterarten kommen in Frankreich, auf der Iberischen Halbinsel, in Marokko und Algerien[16][11] so wie auf Gran Canaria[13] und den Balearen vor.[7]
  - Cistus ladanifer subsp. ladanifer
  - Cistus ladanifer subsp. mauritanicus (Thibaud ex Dunal) Pau & Sennen
  - Cistus ladanifer subsp. sulcatus (Demoly) P.Monts.
- Lorbeerblättrige Zistrose[17] (Cistus laurifolius L.); (lat.: laurus = Lorbeer + folia = Blatt): Von den zwei Unterarten kommt:
  - Cistus laurifolius subsp. laurifolius im nördlichen Mittelmeerraum von der Iberischen Halbinsel bis Anatolien vor.
  - Cistus laurifolius subsp. atlanticus (Pit.) Sennen & Mauricio kommt in Marokko vor.[16][11]
- Cistus libanotis L., Syn.: Cistus bourgeanus Coss.; (von altgriech.: libanotis = Rosmarin); Sie kommt in Spanien und Portugal vor.[16][11]
- Montpellier-Zistrose[10], Schmalblättrige Zistrose,[21] (Cistus monspeliensis L.); (von lat.: monspeliensis = aus Montpellier); Sie kommt auf den Kanarischen Inseln[13] und im Mittelmeerraum ostwärts bis Zypern vor.[11][7]
  - Cistus monspeliensis subsp. canariensis Rivas Mart., Martin Osorio & Wildpret[22] : Sie kommt auf den Kanarischen Inseln vor.
  - Cistus monspeliensis subsp. monspeliensis L.: Sie kommt im mediterranen Raum vom Westen bis Zypern vor.
- Cistus munbyi Pomel., Syn.: Cistus sericeus Munby; Sie kommt in Marokko und Algerien vor.[16][11]
- Tamadaba-Zistrose[14] (Cistus ocreatus C.Sm. ex Buch), Syn.: Cistus candissimus Dunal; . Dieser Endemit kommt nur auf der Kanaren-Insel Gran Canaria im Naturpark Tamadaba vor.[23][13]
- Osbeckienblättrige Zistrose[14] (Cistus osbeckiifolius (Webb) Christ). Dieser Endemit kommt nur auf der Kanaren-Insel Teneriffa[16][13] in 2 nicht monophyletischen Unterarten vor:
  - Cistus osbeckiifolius subsp. osbeckifolius
  - Cistus osbeckiifolius subsp. tomentosus Bañares & Demoly
- La Palma-Zistrose[24] (Cistus palmensis Bañares & Demoly). Dieser Endemit kommt nur auf der Kanaren-Insel La Palma.[23][13]vor.
- Kleinblütige Zistrose[10] (Cistus parviflorus Lam.) Sie kommt im zentralen bis östlichen Mittelmeerraum vor.[16][11][7]
- Pappelblättrige Zistrose[18] (Cistus populifolius L.); Die zwei Unterarten kommen in Frankreich, auf der Iberischen Halbinsel und in Marokko vor.[16][11]
  - Cistus populifolius subsp. populifolius
  - Cistus populifolius subsp. major (Dunal) Heywood
- Cistus pouzolzii Delile , Syn.: Cistus varius auct. non Pourret, Sie kommt in Frankreich, Marokko und Algerien vor.[16][11]
- Salbeiblättrige Zistrose[10] (Cistus salviifolius L.): (lat.: salvia = Blatt + folia = Blatt); Sie kommt im gesamten Mittelmeerraum vor.[11][7]
- Sintenis-Zistrose, Albanische Zistrose[18] (Cistus sintenisii Litard.), Syn.: Cistus albanicus E.F.Warburg ex Heywood; benannt nach dem deut. Botaniker Paul Ernst Emil Sintenis (1847–1907): Sie kommt in Albanien und Griechenland vor.[16][11]
- Beinwellblättrige Zistrose[14] bzw. Scheidenblättrige Zistrose[25] (Cistus symphytifolius Lam.); (altgr.: symphyein = zusammenwachsen + lat.: folia = Blatt); Syn.: Cistus vaginatus Dryand. in W.T.Aiton. Sie kommt auf den Kanarischen Inseln La Palma und Teneriffa mit drei Varietäten vor, diese Art ist nicht monophyletisch:
  - Cistus symphytifolius var. canus Demoly
  - Cistus symphytifolius var. symphytifolius
  - Cistus symphytifolius var. villosus Demoly[16][13]

Es gibt eine Vielzahl von Hybriden, auch unter Beteiligung von drei oder vier Arten, unter anderem:
- Cistus ×florentinus Lam. (= Cistus monspeliensis × Cistus salviifolius)
- Cistus ×incanus L. (= Cistus albidus × Cistus crispus). Dieser Name war lange für Cistus creticus gebräuchlich.
- Cistus ×laxus Aiton (= Cistus inflatus × Cistus populifolius)
- Cistus ×ledon Lam. (= Cistus laurifolius × Cistus monspeliensis)
- Cistus ×purpureus Lam. (= Cistus creticus × Cistus ladanifer)

## Ökologie

### Zistrosen als Pyrophyten
Die Regeneration der Zistrosen, die zu den feuergeförderten Pflanzen gerechnet werden, erfolgt nach Bränden fast ausschließlich durch Samen.

### Mykorrhizapilze als Symbionten
Als Mykorrhiza (altgr. μύκης mýkēs ‚Pilz‘ und ῥίζα rhiza ‚Wurzel‘) wird eine Form der Symbiose von Pilzen und Pflanzen bezeichnet, bei der ein Pilz mit dem Feinwurzelsystem einer Pflanze in Kontakt ist. Mehr als 200 ektomykorrhizabildende Pilzarten aus 40 Gattungen wurden bisher mit Zistrosen in Verbindung gebracht. Die Zistrosen sowie viele andere Zistrosengewächse haben die Fähigkeit, Mykorrhiza-Assoziationen zu bilden, beispielsweise mit Echten Trüffeln (Tuber), Wüstentrüffeln (Terfezia), Wurzeltrüffeln (Rhizopogon) oder dem Gemeinen Erbsenstreuling (Pisolithus arhizus), und sind somit in der Lage, auf trockenen, mageren, steinigen und sandigen Böden oder Felsen zu gedeihen. Man hat auch herausgefunden, dass Cistus ladanifer Mykorrhiza-Verbindungen mit dem Gemeinen Steinpilz (Boletus edulis), dem Blasshütigen Purpurröhrling (Rubroboletus rhodoxanthus) und dem Rötlichen Lacktrichterling (Laccaria laccata) eingeht. Auch Arten der Wulstlinge (Amanita), Schleierlinge (Cortinarius), Risspilze (Inocybe), Schnecklinge (Hygrophorus), Milchlinge (Lactarius) und Täublinge (Russula) bilden Mykorrhiza mit Zistrosen.

### Bedeutung als Zierpflanzen
Einige Zuchtformen werden in mediterranen Parks und Gärten als Zierpflanzen verwendet.

### Ladan-Gewinnung
Aus den Zweigen und Blättern mancher Arten (wie Cistus ladanifer, Cistus laurifolius oder Cistus creticus) können das Harz Ladanum (synonym: Labdanum, Gummi Ladanum, Resina Ladanum), außerdem ätherisches Öl, Ester- und Sequi-Terpene gewonnen werden. Auf einigen griechischen Inseln wurden dazu Ziegen durch Cistus-Bestände getrieben. Die abgeschnittenen Haare wurden in siedendes Wasser gebracht. Nach der Abkühlung konnte das Harz abgetrennt werden.

### Medizinische Bedeutung
Auszüge aus der Kretischen Zistrose (Cistus creticus) werden gesundheitsbezogen verwendet; in Griechenland wird sie als Kräutertee getrunken und spielt in der traditionellen Volksmedizin eine Rolle. Auch Halspastillen (Lutschpastillen), Sud, Tropfen, Kapseln oder Creme sind erhältlich. Bei Verwendung in Nahrungsergänzungsmitteln sind diverse Aussagen (Health Claims) mit Bezug auf Krankheiten (Stärkung des Immunsystems oder besondere antioxidative Fähigkeiten) verboten, da Belege für eine solche Wirkung fehlen.

## Etymologie
Der Name Cistus wurde dieser Pflanzengattung von Joseph Pitton de Tournefort gegeben. Er ist recht nah an den Formen, die in der griechischen und lateinischen Antike verwendet wurden (im Altgriechischen κίσθος und im Lateinischen cisthos bei Plinius). „Cistus“ ist die latinisierte Form des griechischen kistos, „Schachtel, Kapsel“. Der Begriff beschreibt die Form der Samenkapsel.